# Bolesław Szenicer
Bolesław Szenicer (ur. 20 listopada 1952 w Warszawie) – działacz społeczności żydowskiej w Polsce, wieloletni dyrektor cmentarza żydowskiego w Warszawie, fundator i prezes Fundacji Cmentarza Żydowskiego "Gęsia", zajmującej się restauracją zabytków żydowskich w Polsce, przewodniczący założonej przez siebie w 2003 Gminy Wyznaniowej Starozakonnych w RP, polski polityk lewicowy i socjalistyczny (były członek PPS i PPP) oraz narodowy (wiceprzewodniczący PPN), dziennikarz (Głos Starozakonnych, Co z tą Polską), publicysta.

## Życiorys
Jest synem Pinkusa Szenicera (1912–1983) i Tamary z domu Nowickiej (1922–1977), ze strony ojca jest potomkiem powstańca styczniowego i sybiraka dr. Pinkusa Szenicera. Był wieloletnim dyrektorem cmentarza żydowskiego w Warszawie, współorganizował zbiórkę pieniędzy na odlanie w brązie pomnika Janusza Korczaka na cmentarzu. Wspierał zahamowanie procesu zniszczenia zabytkowego domu modlitwy przy ulicy Targowej 50/52 na warszawskiej Pradze, w którym znajdują się nieliczne malowidła ścienne przedstawiające cykl zodiakalny oraz grób Racheli w Betlejem.
1 października 2002 został usunięty z funkcji dyrektora cmentarza żydowskiego przy ulicy Okopowej w Warszawie, w wyniku konfliktu z zarządem Związku Gmin Wyznaniowych Żydowskich w RP. Wraz z grupą działaczy założył alternatywną Gminę Wyznaniową Starozakonnych w RP. Publikuje w formie internetowej i kserowanej Głos Starozakonnych, w którym m.in. atakował wielu działaczy środowiska żydowskiego w Polsce, oraz w odniesieniu do 1968 wyrażał opinię usprawiedliwiające moczaryzm. Walczy o zmianę zapisu w ustawie z 20 lutego 1997, która uregulowała zwrot religijnych majątków żydowskich w ręce ZGWŻ.
Członek Polskiej Partii Socjalistycznej, kandydat w wyborach do Sejmu RP w 2005 i 2007 z listy Polskiej Partii Pracy. Jest współredaktorem, obok Leszka Bubla, antyżydowskiego pisma Co z tą Polską. Wraz z Bublem wystąpił w teledysku do – ocenianej jako antysemickiej – piosenki Longinus Zerwimycka. Po wyjściu na jaw jego współpracy z Leszkiem Bublem, obie partie lewicowe zerwały z nim kontakty. W 2011 został wiceprezesem Polskiej Partii Narodowej.